# Solar
Solar, właściwie Karol Poziemski (ur. 29 października 1989 w Warszawie), znany również jako Słoneczny Solar i Bogaty Ziomek Tomba – polski raper, freestyle’owiec. Dwukrotny finalista Wielkiej Bitwy Warszawskiej (2008, 2009), inicjator akcji Hot16Challenge i Hot16Challenge2. Karol Poziemski znany jest przede wszystkim z występów w duecie z Mateuszem „Białasem” Karasiem. Prowadzi także solową działalność artystyczną.

## Hot16Challenge
31 sierpnia 2014 roku raper zainicjował akcję-zabawę #Hot16Challenge inspirowaną Ice Bucket Challenge, jednakże niemotywowaną altruizmem. Wyzwanie polegało na nagraniu materiału wideo, w którym artysta wykonuje tzw. „szesnastkę” (zwrotkę składającą się z 16 wersów) pod dowolny beat, a następnie nominuje do tego samego zadania innych wykonawców. Akcja spotkała się z pozytywnym odbiorem społeczności hip-hopowej, włączyli się do niej najpopularniejsi polscy raperzy. #Hot16Challenge był jednym z najpopularniejszych hashtagów używanych w mediach społecznościowych w 2014 roku w Polsce.
2 edycja #Hot16Challenge2 wystartowała 28 kwietnia 2020. Jej celem jest zbiórka funduszy na rzecz personelu medycznego, w celu wsparcia go w walce z koronawirusem, organizowana w serwisie siepomaga.pl. Każdy z artystów poza nagraniem 16-wersowej zwrotki zobowiązany był wpłacić pieniądze na ten cel. Podobnie jak w przypadku pierwszej edycji, akcja uzyskała ogólnopolską skalę, angażując zarówno środowisko hip-hopowe, przedstawicieli innych gatunków muzycznych, jak i osoby niezwiązane z muzyką. 28 września 2020 roku, akcja została zakończona z wynikiem blisko 3,7 miliona złotych. Ze środków tych zakupiono 208500 par rękawiczek, 62500 sztuk maseczek, 5740 przyłbic, 4127 kombinezonów ochronnych, 7 urządzeń do dezynfekcji NOCOWALL oraz 7 karetek pogotowia.

## Wybrana dyskografia
Albumy solowe
| Rok  | Album | Pozycja na liście | Sprzedaż       | Certyfikat          |
| Rok  | Album | POL               | Sprzedaż       | Certyfikat          |
| ---- | --- | ----------------- | -------------- | ------------------- |
| 2017 | Klub 27 (produkcja Deemz) - Data: 8 grudnia 2017 - Wydawca: SB Maffija Label - Format: CD, digital download | 14                | - POL: 7 500+  |                     |
| 2019 | Pokój zero - Data: 20 września 2019 - Wydawca: SBM Label - Format: CD, digital download                     | 5                 | - POL: 15 000+ | - ZPAV: złota płyta |

Albumy kolaboracyjne
| Rok                                                     | Album | Pozycja na liście | Sprzedaż       | Certyfikat              |
| Rok                                                     | Album | POL               | Sprzedaż       | Certyfikat              |
| ------------------------------------------------------- | --- | ----------------- | -------------- | ----------------------- |
| 2010                                                    | Nad przepaścią (oraz MMX) - Data: 30 grudnia 2010 - Wydawca: brak (nielegal) - Format: CD                          | –                 |                |                         |
| 2011                                                    | Z ostatniej ławki (oraz Białas) - Data: 1 września 2011 - Wydawca: SB Maffija (nielegal) - Format: CD              | –                 |                |                         |
| 2013                                                    | Stage Diving (oraz Białas) - Data: 17 czerwca 2013 - Wydawca: Prosto - Format: CD, digital download                | –                 | - POL: 3 000+  |                         |
| 2016                                                    | #nowanormalnosc (oraz Białas) - Data: 25 listopada 2016 - Wydawca: SB Maffija Label - Format: CD, digital download | 7                 | - POL: 30 000+ | - ZPAV: platynowa płyta |
| „ –” oznacza że album nie był notowany na danej liście. | |                   |                |                         |

Single
| Rok                                                      | Tytuł                                                    | Pozycja na listach | Certyfikat                 | Album            |
| Rok                                                      | Tytuł                                                    | HIP-HOP            | Certyfikat                 | Album            |
| -------------------------------------------------------- | -------------------------------------------------------- | ------------------ | -------------------------- | ---------------- |
| 2016                                                     | „Intercontinental Bajers” (oraz Białas)                  | –                  | - ZPAV: 2× platynowa płyta |                  |
| 2016                                                     | „H8ME” (oraz Białas)                                     | –                  |                            | #nowanormallnosc |
| 2016                                                     | „Nie dla ciebie” (oraz Białas; gośc. Wac Toja)           | 1                  | - ZPAV: platynowa płyta    | #nowanormallnosc |
| 2016                                                     | „Byliśmy pyłem gwiazd” (oraz Białas) (gościnnie: Zui)    | –                  |                            | #nowanormallnosc |
| 2016                                                     | „Nowa normalność” (oraz Białas)                          | –                  |                            | #nowanormallnosc |
| 2016                                                     | „Milion szeptów” oraz Białas (gościnnie: Zui)            | –                  |                            | #nowanormallnosc |
| 2017                                                     | „Solopodkontrolo”                                        | –                  |                            | Klub 27          |
| 2017                                                     | „Ostatni snap” (gościnnie: Quebonafide)                  | –                  | - ZPAV: złota płyta        | Klub 27          |
| 2017                                                     | „Klub 27”                                                | –                  |                            | Klub 27          |
| 2017                                                     | „Kevlar”                                                 | –                  |                            | Klub 27          |
| 2017                                                     | „Jedna wiara jeden skład 2”                              | –                  |                            | Klub 27          |
| 2017                                                     | „Wstyd”                                                  | –                  |                            | Klub 27          |
| 2017                                                     | „Amy” (gościnnie: Zui)                                   | –                  |                            | Klub 27          |
| 2017                                                     | „Neuron” (gościnnie: Białas)                             | –                  |                            | Klub 27          |
| 2019                                                     | „Obłęd”                                                  | –                  |                            | Pokój zero       |
| 2019                                                     | „Berghain”                                               | –                  |                            | Pokój zero       |
| 2019                                                     | „Zobaczymy” (gościnnie: KACPERCZYK, Mata, Jan-Rapowanie) | –                  | - ZPAV: platynowa płyta    | Pokój zero       |
| 2019                                                     | „Jestem zdrowy” (gościnnie: Bedoes)                      | –                  | - ZPAV: złota płyta        | Pokój zero       |
| 2019                                                     | „Final Call”                                             | –                  |                            | Pokój zero       |
| 2023                                                     | „Nigdy więcej 2022”                                      |                    | - ZPAV: złota płyta        | Na luźnej gumie  |
| „–” oznacza że singiel nie był notowany na danej liście. |                                                          |                    |                            |                  |

Jako członek SB Maffija
| Rok  | Tytuł                                                                           | Certyfikat                 | Album           |
| ---- | ------------------------------------------------------------------------------- | -------------------------- | --------------- |
| 2020 | „Hotel Maffija” (jako członek SB Maffija)                                       | - ZPAV: 2× platynowa płyta | Hotel Maffija   |
| 2020 | „Biorę się w garść” (jako członek SB Maffija)                                   | - ZPAV: złota płyta        | Hotel Maffija   |
| 2020 | „Nie ma raju bez węża” (jako członek SB Maffija)                                | - ZPAV: złota płyta        | Hotel Maffija   |
| 2022 | „Parapetówa” (jako członek SB Maffija)                                          | - ZPAV: 2× platynowa płyta | Hotel Maffija 2 |
| 2022 | „Doba hotelowa” (jako członek SB Maffija; gośc. Flexxy 2115, Kuqe 2115, Blacha) | - ZPAV: platynowa płyta    | Hotel Maffija 2 |
| 2022 | „Wroobel daj to głośniej” (jako członek SB Maffija; gośc. Kacperczyk)           | - ZPAV: złota płyta        | Hotel Maffija 2 |
| 2022 | „Chodzę po Luwrze” (jako członek SB Maffija)                                    | - ZPAV: złota płyta        | Hotel Maffija 2 |
| 2022 | „Postanowienia noworoczne” (jako członek SB Maffija; gośc. Kacperczyk)          | - ZPAV: złota płyta        | Hotel Maffija 2 |
| 2023 | „Sqnhead” (jako członek SB Maffija)                                             | - ZPAV: złota płyta        | Hotel Maffija 3 |
| 2023 | „Bungee” (jako członek SB Maffija)                                              | - ZPAV: 2× platynowa płyta | Hotel Maffija 3 |

Inne certyfikowane utwory
| Rok  | Tytuł                                                            | Certyfikat          | Album           |
| ---- | ---------------------------------------------------------------- | ------------------- | --------------- |
| 2016 | „Brudna prawda” (oraz Białas; gośc. ReTo, Quebonafide, Wac Toja) | - ZPAV: złota płyta | #nowanormalnosc |

Albumy
| Tytuł                             | Dane dot. albumu                        |
| --------------------------------- | --------------------------------------- |
| Kwadrans EP (feat. SoulPete) (EP) | - Data: 2008 - Wydawca: brak (nielegal) |
| persEPktywa (oraz Białas) (EP)    | - Data:2017 - Wydawca:Prosto            |

| Tytuł                            | Dane dot. albumu                                      |
| -------------------------------- | ----------------------------------------------------- |
| Na fali                          | - Data: 17 maja 2009 - Wydawca: brak (wydanie własne) |
| Na czczo (oraz Białas)           | - Data: 29 czerwca 2009 - Wydawca: SB Maffija         |
| Burza po ciszy (oraz Białas)     | - Data: 14 lutego 2010 - Wydawca: SB Maffija          |
| Odliczanie Mixtape (oraz Białas) | - Data: 11 lutego 2011 - Wydawca: SB Maffija          |
| Z oślej ławki (oraz Białas)      | - Data: 4 sierpnia 2011 - Wydawca: SB Maffija         |
| ToNiePolskieYesss (oraz Białas)  | - Data: 2012 - Wydawca: SB Maffija                    |
| Iskry i klik klaki (oraz Białas) | - Data: 15 grudnia 2015 - Wydawca: SB Maffija         |

| Album                 | Rok  | Utwór                                                                    | Źródło |
| --------------------- | ---- | ------------------------------------------------------------------------ | ------ |
| Popkiller młode wilki | 2011 | Solar, Białas – „Hajlajf”                                                | [ 61 ] |
| Prosto Mixtape Kebs   | 2012 | Solar, Białas – „Jak skończymy”                                          | [ 62 ] |
| Prosto XV             | 2014 | Solar, Białas – „Spacer po linie”                                        | [ 63 ] |
| Prosto Mixtape IV     | 2015 | Parzel, Solar, Pono – „Przelew z Prosto” Głowa, Solar – „Złe wychowanie” | [ 64 ] |

| Tytuł | Rok  | Źródło |
| --- | ---- | ------ |
| „Sprostuj” | 2013 | [ 65 ] |
| „Umarł krul niech żyje król”                                                                                    | 2013 | [ 66 ] |
| „HHRPE1” (oraz Z.B.U.K.U, Vixen, Metrowy, Te-Tris, Poszwix, Bezczel, VNM, Białas, Tony Jazzu, Projekt Wan, RWS) | 2014 | [ 67 ] |
| „Vladimir Putin” (oraz Białas, gościnnie: Quebonafide, TomB, Beteo)                                             | 2014 | [ 68 ] |
| „Inni niż inni” (gościnnie: TomB, prod. SecretRank)                                                             | 2014 | [ 69 ] |
| „Life Style Wars” (oraz Białas, gościnnie: Blejk, prod. SecretRank)                                             | 2014 | [ 70 ] |
| „Czarny koń” (#Hot16Challenge)                                                                                  | 2014 | [ 71 ] |
| „Freestyle Wars” (oraz Białas)                                                                                  | 2014 | [ 72 ] |
| „Konsekwencja” (gościnnie: Natalia Sumpor)                                                                      | 2014 | [ 73 ] |
| „Dziękujemy serdecznie!”                                                                                        | 2015 | [ 74 ] |
| „Domki z kart, zamki z piasku” (gościnnie: Wiciu)                                                               | 2015 | [ 75 ] |

## Teledyski
Solowe
| Tytuł                                 | Rok  | Reżyseria/Realizacja         | Album              | Źródło |
| ------------------------------------- | ---- | ---------------------------- | ------------------ | ------ |
| „Czarny koń” (#Hot16Challenge)        | 2014 | –                            | –                  | [ 3 ]  |
| „Bumbap” (gościnnie: Białas, DJ Flip) | 2014 | Shquo                        | Iskry i klik klaki | [ 76 ] |
| „Blue Monday”                         | 2015 | Shquo                        | Iskry i klik klaki | [ 77 ] |
| „Pan Czlajn” (gościnnie: SB Maffija)  | 2015 | MVPclips, Maciek Pieczykolan | Iskry i klik klaki | [ 78 ] |

Współpraca
| Tytuł                                                | Rok  | Reżyseria/Realizacja  | Album             | Źródło |
| ---------------------------------------------------- | ---- | --------------------- | ----------------- | ------ |
| „Z ostatniej ławki” (oraz Białas)                    | 2011 | Joanna Dembek         | Z ostatniej ławki | [ 79 ] |
| „Spacer po linie” (oraz Białas)                      | 2013 | Exformers             | Stage Diving      | [ 80 ] |
| „Z nieba nie spadło” (oraz Białas; gościnnie: Zeus)  | 2013 | Exformers             | Stage Diving      | [ 81 ] |
| „Woda sodowa” (oraz Białas)                          | 2013 | –                     | Stage Diving      | [ 82 ] |
| „Freestyle Wars” (oraz Białas)                       | 2014 | Punkt Widzenia Studio | –                 | [ 72 ] |
| „Mama” (oraz Białas)                                 | 2016 | H D S C V M           | –                 | [ 83 ] |
| „H8ME” (oraz Białas)                                 | 2016 | H D S C V M           | #nowanormalnosc   | [ 84 ] |
| „Nowa normalność” (oraz Białas)                      | 2016 | Smoła Studio          | #nowanormalnosc   | [ 85 ] |
| „Byliśmy pyłem gwiazd” (oraz Białas; gościnnie: Zui) | 2016 | Smoła Studio          | #nowanormalnosc   | [ 86 ] |
| „Nie dla ciebie” (oraz Białas, gościnnie: Wac Toja)  | 2016 | Smoła Studio          | #nowanormalnosc   | [ 87 ] |

Gościnnie
| Tytuł                                                    | Rok  | Reżyseria/Realizacja | Album    | Źródło |
| -------------------------------------------------------- | ---- | -------------------- | -------- | ------ |
| Białas – „Do grobu” (gościnnie: Solar, Gedz)             | 2015 | HDSCVM               | Rehab    | [ 88 ] |
| 101 Decybeli – „Jeden krok” (gościnnie: Solar, Białas)   | 2016 | Distort Media        | Echo     | [ 89 ] |
| Quebonafide – „Arabska noc” (gościnnie: Solar, Wac Toja) | 2017 | HDSCVM               | Egzotyka | [ 90 ] |

Inne
| Tytuł | Rok  | Reżyseria/Realizacja | Album                 | Źródło |
| --- | ---- | -------------------- | --------------------- | ------ |
| Solar, Białas – „Hajlajf”                                                                                         | 2012 | Mateusz Natali       | Popkiller młode wilki | [ 91 ] |
| Z.B.U.K.U, Vixen, Metrowy, Te-Tris, Poszwix, Bezczel, VNM, Białas, Solar, Tony Jazzu, Projekt Wan, RWS – „HHRPE1” | 2014 | –                    | –                     | [ 67 ] |
| Bonez, Solar, Rewers, Proceente, Kaspe, PawOnes, Szary, Kuba Knap, Ego, Peus – „Hymn Hip Hop Kempu”               | 2015 | Kadry Niespokojne    | –                     | [ 92 ] |

## Nagrody i wyróżnienia
| Konkurs                                    | Rok  | Kategoria  | Uwagi      | Źródło |
| ------------------------------------------ | ---- | ---------- | ---------- | ------ |
| Wielka Bitwa Warszawska                    | 2007 | eliminacje | 2. miejsce | [ 93 ] |
| Wielka Bitwa Warszawska                    | 2008 | finał      | 3. miejsce | [ 93 ] |
| Wielka Bitwa Warszawska                    | 2008 | eliminacje | 1. miejsce | [ 93 ] |
| Wielka Bitwa Warszawska                    | 2008 | eliminacje | 3. miejsce | [ 93 ] |
| Wielka Bitwa Warszawska                    | 2008 | eliminacje | 3. miejsce | [ 93 ] |
| Wielka Bitwa Warszawska                    | 2009 | finał      | 3. miejsce | [ 93 ] |
| Wielka Bitwa Warszawska                    | 2009 | eliminacje | 2. miejsce | [ 93 ] |
| Wielka Bitwa Warszawska                    | 2009 | eliminacje | 3. miejsce | [ 93 ] |
| Wielka Bitwa Szczecińska                   | 2010 | finał      | 3. miejsce | [ 93 ] |
| Bitwa o papier, Warszawa                   | 2011 | finał      | 1. miejsce | [ 93 ] |
| Bitwa o Moktów, Warszawa                   | 2011 | finał      | 5. miejsce | [ 93 ] |
| Bitwa na rymy, Łódź                        | 2011 | finał      | 3. miejsce | [ 93 ] |
| Freestyle Rap Fight, Łódź                  | 2011 | finał      | 3. miejsce | [ 93 ] |
| Ozorków Freestyle Battle                   | 2012 | finał      | 3. miejsce | [ 93 ] |
| Wielka Bitwa o Klucz św. Piotra, Ciechanów | 2012 | finał      | 1. miejsce | [ 93 ] |
| Bitwa o chwilę, Warszawa                   | 2012 | finał      | 2. miejsce | [ 93 ] |
| Wielka Bitwa Trójmiejska, Sopot            | 2013 | finał      | 2. miejsce | [ 93 ] |

## Życie prywatne
Ma syna Juliusza.